# Беллуа, Огюст де
Маркиз Огюст де Беллуа (фр. Auguste de Belloy; 1815, Дромений, департамент Сомма — 15 апреля 1871, Париж) — французский поэт, прозаик, переводчик.
Его первым поэтическим произведением был перевод в стихах книги Руфи (1843), затем последовали драмы «Karl Dujardin» (1844), «Pythias et Damon» (1847), «Malaria» (1853) и «Tasse à Sorrente» (1857), стихотворения «Orfa» (1853), «Legendes fleuries» (1854) и пр.
В особенности замечательны его переводы комедий Теренция (1862) и Плавта (1870).
Переводил с латинского на французский язык.